# Enrique Gamarra Hernández
Enrique Gamarra Hernández fue un político peruano. 
En 1929 fue elegido diputado por la provincia de Calca en el último año del Oncenio de Leguía.
En 1961 fue nombrado por el gobierno peruano como primer rector de la Universidad Nacional San Luis Gonzaga de Ica.